# Приазовська височина
Приазо́вська височина́ — височина на південному сході України, в межах Донецької та Запорізької областей. Відповідає південно-східному виступові Українського кристалічного масиву. На півночі височина межує з Придніпровською низовиною, на північному сході з Донецьким кряжем, на сході та півдні з Приазовською низовиною, на заході — з Причорноморською низовиною.
Кристалічні породи (граніти, гнейси, сієніти та ін.), з яких складається основа Приазовської височини, перекриті переважно товщею лесів та лесовидних суглинків. Місцями вони виходять на поверхню.
Відповідно до залягання кристалічного фундаменту, Приазовська височина поступово знижується з півночі (пересічні висоти 200—230 м) на південь (висоти до 50—100 м). Найбільш підвищена північна частина височини є вододілом між річками басейну Дніпра та річками, що впадають в Азовське море. Вододільні простори Приазовської височини слабо хвилясті, розчленовані річковими долинами, балками та ярами. Особливо густо розчленований рельєф у басейні річки Обиточної та в басейні верхньої течії річки Берда. У верхів'ях річки глибоко врізуються в кристалічні породи, утворюючи вузькі (каньйоноподібні), часто стиснені скелями долини; в річищах багато порогів, є невеликі водоспади. На півдні і на півночі від головного вододілу річкові долини розширюються і набувають рівнинного характеру. Хвилястий рельєф Приазовської височини урізноманітнюється ізольованими підвищеннями — могилами. Одні з них насипані за давніх часів людиною (могили-кургани), інші являють собою виходи давніх кристалічних порід. Останні добре виявлені в рельєфі, з ними пов'язані найбільші висоти Приазовської височини:
- Бельмак-Могила (324 м, найвища точка височини);
- Токмак-Могила;
- Лиза Романенко;
- Могила-Гончари.

У межах Приазовської височини розташований Український степовий природний заповідник з його філіалом Кам'яні Могили та ще декілька природоохоронних територій, зокрема, Корсак-могила.

## Геологія і корисні копалини
У геоструктурному відношенні відповідає півд.-сх. виступу Українського щита.
Укладена гранітами, гнейсами, мігматитами, сієнітами, каолінами, каолінізованими пісками та лесовидними суглинками.
Корисні копалини: каолін, залізна руда, графіт, нефеліновий сієніт, будматеріали.